# Relaciones Panamá-República de China

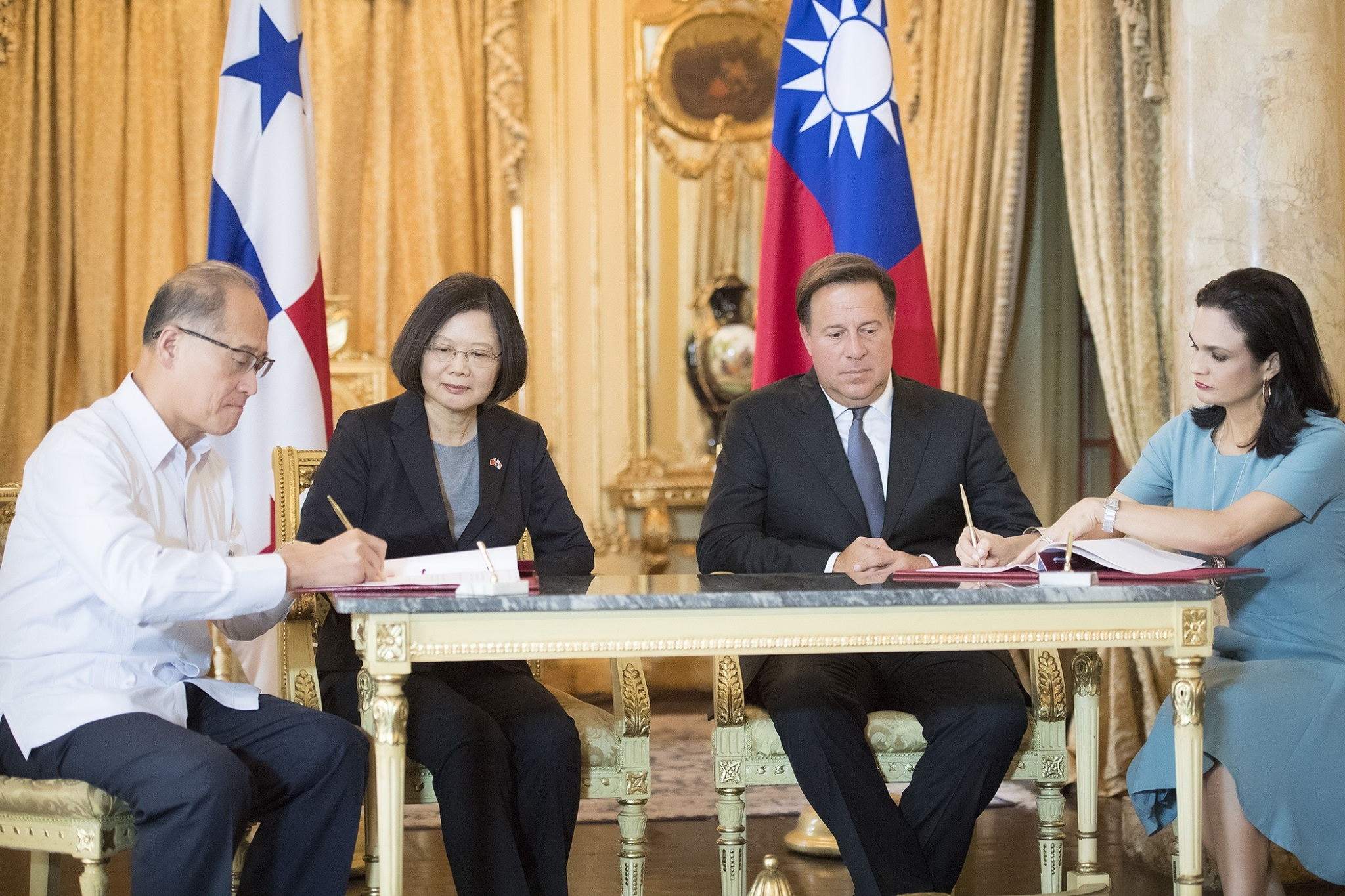
Firma de un acuerdo de cooperación entre el presidente de Panamá, Juan Carlos Varela (segundo a la derecha) y la presidenta de la República de China, Tsai Ing-wen (segunda a la izquierda) en 2016. Varela anunciaría luego en 2017 el rompimiento de relaciones diplomáticas con la República de China.

Panamá y la República de China (conocida informalmente como Taiwán) mantuvieron relaciones diplomáticas a partir de 1911, tras la Revolución de Xinhai ocurrida en territorio chino, sin embargo, Panamá mantenía previamente relaciones diplomáticas con el antiguo imperio de la dinastía Qing desde 1909. Panamá fue el país que mantuvo por mayor tiempo relaciones ininterrumpidas con la República de China, cuya soberanía abarca las islas de Taiwán, Penghu, Kinmen, Matsu y otras islas menores. Dichas relaciones terminaron el 12 de junio de 2017, cuando Panamá anunció su reconocimiento a la República Popular China.
En Panamá se estableció el consulado general de China a comienzos del siglo XX, atendiendo a los inmigrantes chinos que existían en el istmo, posteriormente en 1922 se fundó una delegación diplomática en la Ciudad de Panamá y en 1954 fue elevado a la categoría de embajada. Mientras que el gobierno panameño estableció una embajada en China en 1933.
La República de China tuvo una presencia cultural en Panamá, siendo uno de los benefactores en la creación del Centro Cultural Chino Panameño - Instituto Sun Yat-sen. En la Ciudad de Panamá existe el Parque de la Amistad Chino-Panameña, símbolo de la amistad entre los dos países e inaugurado en septiembre de 1997.
En el plano económico, desde la República de China se exportó a Panamá unos 26.721.030 dólares (en 2005) y desde Panamá se exportó a la República de China unos 20.046.627 dólares (en 2005). Desde el 1 de enero de 2004 estuvo rigiendo un Tratado de Libre Comercio entre ambos países.
No obstante, el 12 de junio de 2017, Panamá abandonó los lazos diplomáticos con la República de China en Taiwán y anunciaba el inicio de relaciones con la República Popular China, reconociendo el principio de "una sola China".